# تپه‌های کله منار ۱ و ۲
تپه‌های کله منار ۱ و ۲ مربوط به دوران پیش از تاریخ ایران باستان است و در شهرستان هیرمند در روستای کرکویه واقع شده و این اثر در تاریخ ۷ مهر ۱۳۸۱ با شمارهٔ ثبت ۶۴۸۲ به‌عنوان یکی از آثار ملی ایران به ثبت رسیده است.